# まあたそ
まあたそ（1995年9月1日 - ）は、日本のYouTuber。岡山県出身。身長153cm。血液型はA型。
キャッチフレーズは「岡山が生んだ奇跡の不細工どうもまあたそです」。

## 略歴

### 生い立ち
1995年9月1日、親の転勤先の福岡県で生まれ、生後3か月で岡山県へ移居した。幼少期は祖母や周囲からかわいいと言われて育ち、自分をブサイクと思い始めたのは中学一年生。。学生時代は『egg』や『Ranzuki』などのギャル系雑誌に触発され、ギャルサークルに所属していた。その後、19歳で結婚し子供を出産した。
このころからツイキャスなどでライブ配信をし、ネット上で活動を始める。YouTubeやニコニコ動画に踊ってみた動画なども投稿していた。メイク前と後のbefore-after画像がTwitterで話題を呼ぶこともあった。

### YouTuberとして
YouTubeチャンネルは2013年から存在していたが、YouTuberとして動画を投稿し始めたのは2017年5月から。初投稿からほどなくして投稿した 動画 が海外のテレビで取り上げられるなど話題になり、YouTuberとしてブレイクすることとなる。
2017年7月23日、サブチャンネル「まあたそのほぼメインチャンネル」を開設。2018年1月には個人YouTuberとしてHIKAKIN、はじめしゃちょーに次ぐ3番目の月間登録者数を記録した。
2018年9月16日、登録者が100万人を突破し、同年12月に開催されたYouTube FanFestで金の再生ボタンが授与された。2019年7月1日、同じVAZ所属だったスカイピース、かすからなるクリエイター集団「青春☆しゅわしゅわクラブ」を結成した。のち2020年7月14日にVAZを退所、現在はフリーで活動を行っている。

## 人物

### YouTube
- 動画内容はメイク動画などの美容に関するものが多いが、メイクに関しては面倒くさがりで[4]、動画のほとんどがふざけた要素を含んでおり[19]、まあたそ自身も「不細工系」と名乗っている[20]。ネタ要素の多さからファンには男性も多くみられる[19]。
- キャッチフレーズの「岡山が生んだ奇跡の不細工」は、YouTuberになる以前にTwitterに投稿したメイクのbefore-after画像が話題になったとき、YouTuberのウマヅラビデオが「岡山が生んだ奇跡の不細工、お前ら知らないの？」と発言したことにちなむ[3]。

## 出演

### バラエティ
- 月曜から夜ふかし（日本テレビ、2018年7月31日）
- その他の人に会ってみた（TBSテレビ、2019年7月17日、2020年3月18日）
- 宮下草薙のポジティブ学（フジテレビ、2019年12月27日）
- あるある発見バラエティ　新shock感 それな！って言わせて（テレビ東京、2020年4月4日、4月11日）
- 踊る!さんま御殿!!（日本テレビ、2020年9月1日）
- 阿佐ヶ谷アパートメント（NHK、2022年5月23日）

### テレビアニメ
- ゾゾゾ ゾンビーくん（テレビ東京、2020年5月14日） - マドーナ 役[21]